# 蒂姆·萊斯-奥克斯利
蒂姆·萊斯-奥克斯利（Timothy James Rice-Oxley，1976年6月2日—）是英國的一位音樂人。他是英國樂隊基音樂隊的鋼琴手。